# Attila Jeszenszky
Attila Jeszenszky es un deportista húngaro que compitió en natación adaptada. Ganó cuatro medallas de oro en los Juegos Paralímpicos de Nueva York y Stoke Mandeville 1984.

## Palmarés internacional
| Juegos Paralímpicos | Juegos Paralímpicos                                        | Juegos Paralímpicos | Juegos Paralímpicos    |
| Año                 | Lugar                                                      | Medalla             | Prueba                 |
| ------------------- | ---------------------------------------------------------- | ------------------- | ---------------------- |
| 1984                | Nueva York (Estados Unidos) Stoke Mandeville (Reino Unido) | Medalla de oro      | 100 m braza L6         |
| 1984                | Nueva York (Estados Unidos) Stoke Mandeville (Reino Unido) | Medalla de oro      | 100 m mariposa L6      |
| 1984                | Nueva York (Estados Unidos) Stoke Mandeville (Reino Unido) | Medalla de oro      | 200 m estilos L6       |
| 1984                | Nueva York (Estados Unidos) Stoke Mandeville (Reino Unido) | Medalla de oro      | 4 × 50 m estilos L1-L6 |